# イチジク属
イチジク属（イチジクぞく、学名：Ficus）は、クワ科に含まれる属である。ラテン語名からフィクス属、日本では慣用的にフィカス属ともいう。
約800種の植物が含まれる。木本またはつる植物で、暖帯から熱帯に分布する。傷をつけるとゴムを含む乳液が出る。代表的な樹種に、イチジク、アコウ、ガジュマル、インドゴムノキ、インドボダイジュ、ベンガルボダイジュ（バンヤンジュ）、イヌビワ、イタビカズラ、シダレガジュマル（ベンジャミンゴムノキ）などがある。

## 特徴
属名のイチジク属は和名である。学名 Ficus L. はフィカス（フィカス属）またはフィクス（フィクス属）といい、イチジクに対する古いラテン語名に由来する。
熱帯を中心に生育する種が多く、日本でも南西諸島に多い。日本に産する12種のうち、本土には5種あり、あとはそれ以南に産する。
雌雄同株あるいは雌雄異株で、高木になるものから低木、またはつる性の木本になる種もある。つる植物になるものは、日本ではイタビカズラやオオイタビなどがある。低木になるのがイヌビワである。他のものは高木になる。本州南岸にアコウが自生するほかは、より南に生育する。

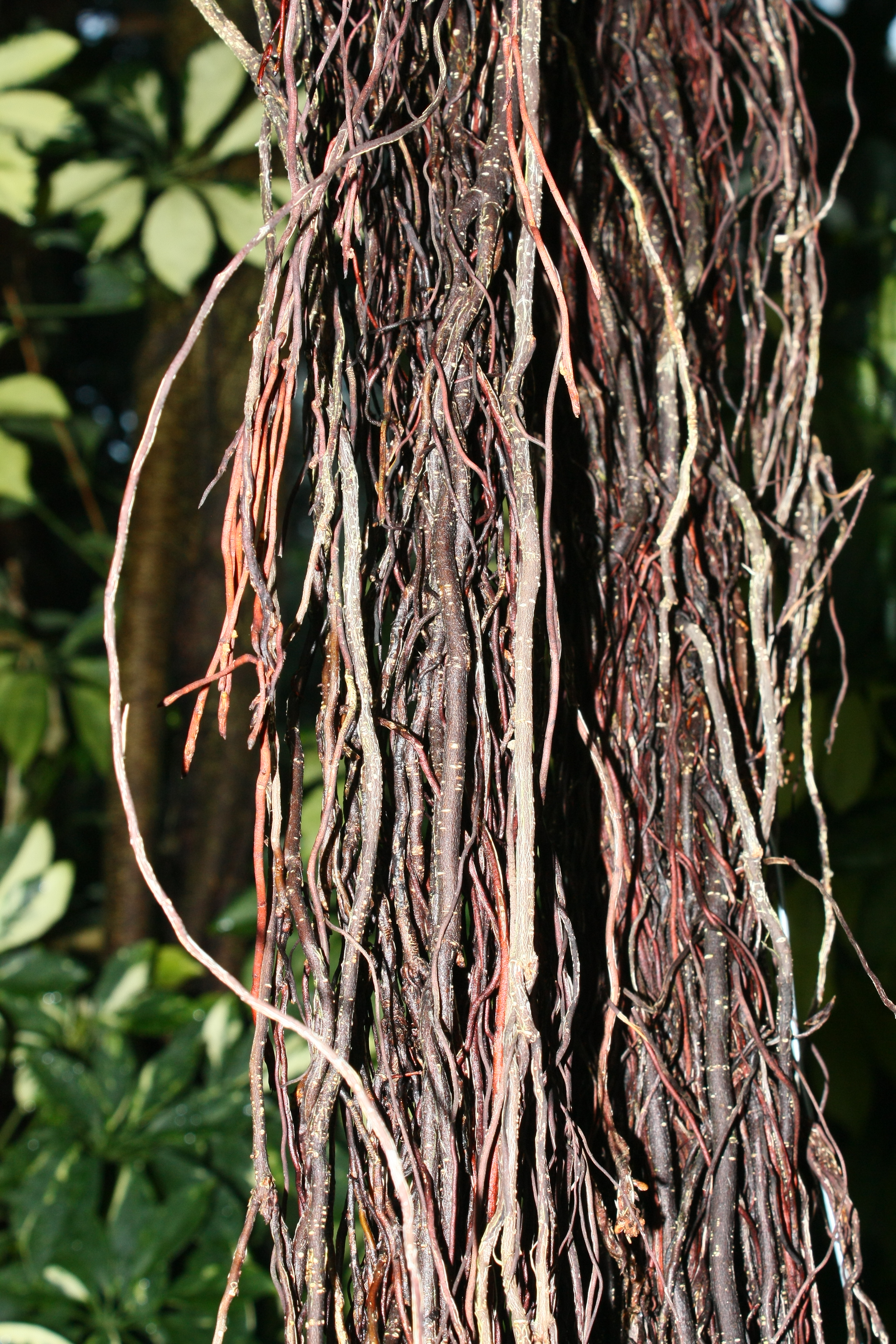
イチジク属の植物の気根

アコウ、ガジュマルなどは木の枝から空中に根（いわゆる気根）を出す。気根は伸長して地面に達すると、そのまま幹状に発達する。ガジュマルでは気根が自らの樹皮の表面を這い、幹と融合して奇妙な外観を呈するようになる。幹から離れた枝の部分から出た気根が地上に達すれば、複数の幹を持った樹木になってしまうこともある。カルカッタ植物園にあるベンガルボダイジュは、幹が500本もあるが、すべてひとつながりで、その差し渡しは300メートル (m) にも及ぶ。ある意味では世界最大の樹木である。
葉はふつう互生し、葉縁は全縁であることが多いが、まれに鋸歯状または浅い切れ込みが入る。葉柄の基部には2枚の托葉が合着して、頂芽を包んでいるが、すぐに落ちてその後に枝を1周する葉痕ができる。
花は非常に特徴的で、単性で、花序の軸の部分が肥大して、つぼ状になった内側に小さな花が多数ついて、イチジク状花序をつくる。その受粉には特定のハチが関与していることが多い。果実は肥大した花序軸に囲まれたイチジク状果である。
イチジク属は、絞め殺し植物を多く含む属としてよく知られている。果実を鳥やコウモリが好んで食べ、糞とともに種子が岩や高木の上に落とされて、そこから発芽することがある。その場合は、当初は着生植物として成長する。根をおろして、その気根は宿主の樹木の木肌に張り付いて自らの根で覆いつくし、やがては冠も覆ってしまい、遂には気根は宿主の幹を絞めつけて、ついには宿主となった樹木を枯らしてしまう。最後は、自らは気根から発達した幹によって自立してしまう。熱帯のイチジク属に多くの例があり、沖縄でも、アコウやガジュマル等がアカギやモクマオウ、ヤシの仲間等に絞め殺しをかけている所を石灰岩地の森林や街路樹等で見かけることができる。

### イチジク状花序

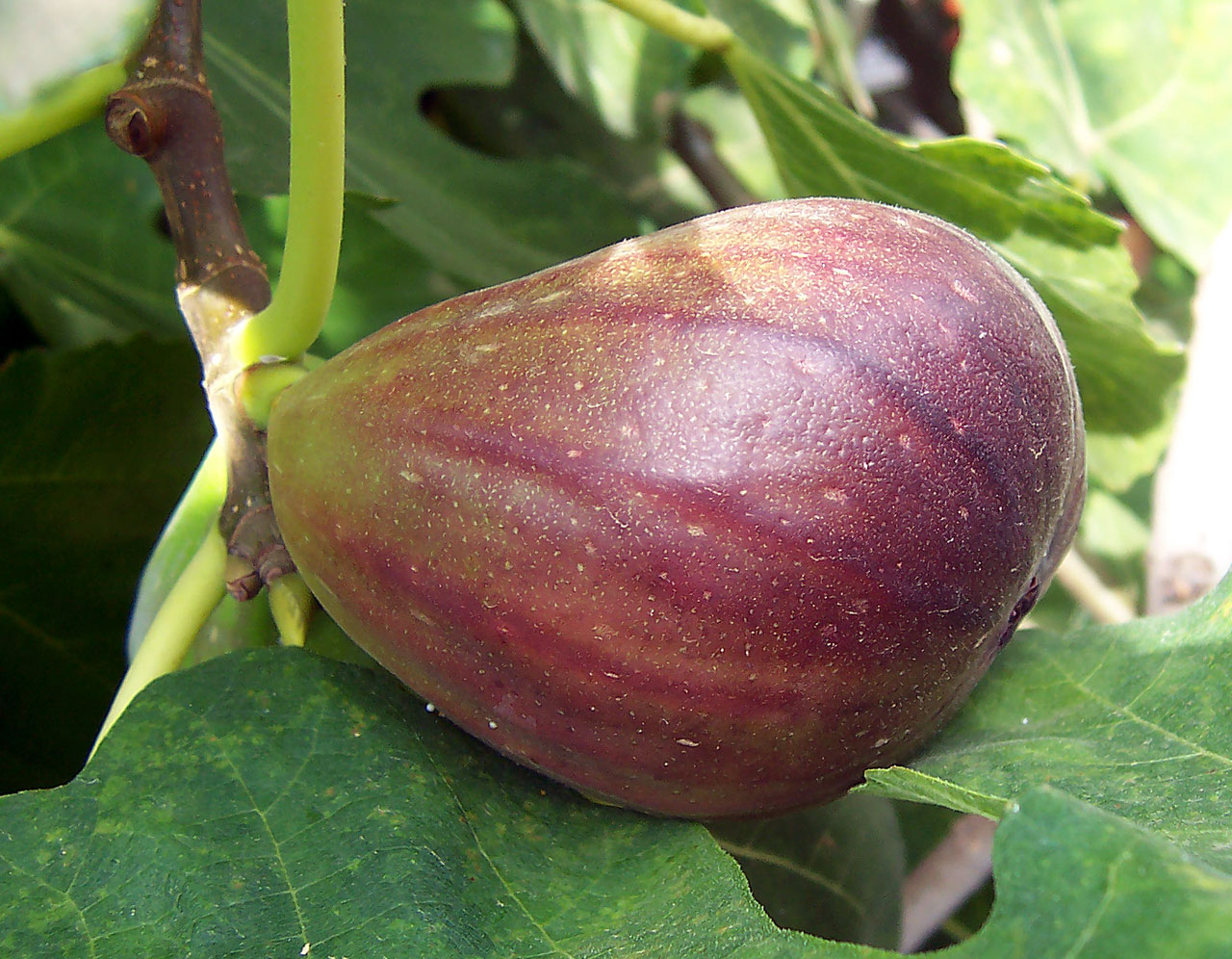
イチジクの果実

共通の特徴は、その特殊な花序にある。イチジクが無花果と言われるように、この仲間は、花が咲かずに唐突に果実を生じるように見える。もちろんそんな訳はないのであって、実際には果実に見えるものが花序なのである。
イチジク属の果実に見えるものは、その先端にへそがある。この部分には、狭いながらも内部への通路が開いている。果実状の部分の内部には空洞があり、内側の壁には柄を持った粒状の構造が密生している。これらはすべて花である。つまり、果実状の構造は、茎の先端に花が一面に並んだものを、茎の部分が広がって花の面を包んでしまったようなものである。このような花序を隠頭花序、あるいはイチジク型花序という。花そのものは単一の雄しべ又は雌しべのような単純な構造である。
この花序にはイチジクコバチという寄生バチが生活しており、花に産卵して、そこで生長する。成虫の一部が他の花へと移動する際に、花粉の媒介が行われる仕組みである。したがって、寄生バチは花を加害するが、受粉を助ける役割も果たすので、両者は相利共生の関係である。イチジク類は、その種ごとに、花粉媒介させるイチジクコバチの種が決まっている。
イチジクやイヌビワ、ガジュマルなどは花序を枝先につけるが、アコウやギランイヌビワでは、太い幹の樹皮から短い枝が出て、そこに花序がつく。一見すると、木の肌に直接果実が着いているように見える。このような花や果実のつき方を幹生花（幹生果）といい、温帯に生活するものから見れば奇妙であるが、熱帯の樹木には往々にして見られる姿である。

## 利用
食用する果実で有名なのは、古くからイチジクが世界的に良く知られる。イチジク以外に果嚢を食用とするものでは、台湾などで、カンテンイタビ（Ficus awakeotsang）が寒天状の清涼飲料水をつくる原料に用いられたり、乾燥した果実は「愛玉子」（オーギョーチ、あいぎょくし）と称して販売されている。日本に自生するイヌビワ、イタビカズラなどの果実も食用可能である。
インドゴムノキの樹液は、天然ゴムの原料にするため栽培されていたが、より生産性の良いトウダイグサ科のパラゴムノキに取って代わられている。観葉植物としても利用され、インドゴムノキやその他本属の植物を「ゴムノキ」「フィカス」と称して流通されている。その他、観葉植物として利用される主な種に、ベンガルボダイジュ、フィカス・ベンジャミナ（通称：ベンジャミン）、ガジュマル、オオイタビ、インドボダイジュなどがある。観葉植物の原種は意外に高木になるものもある。例えば、インドゴムノキやベンガルボタイジュは30 m、カシワバゴムノキは10 mにもなる。

## 分類

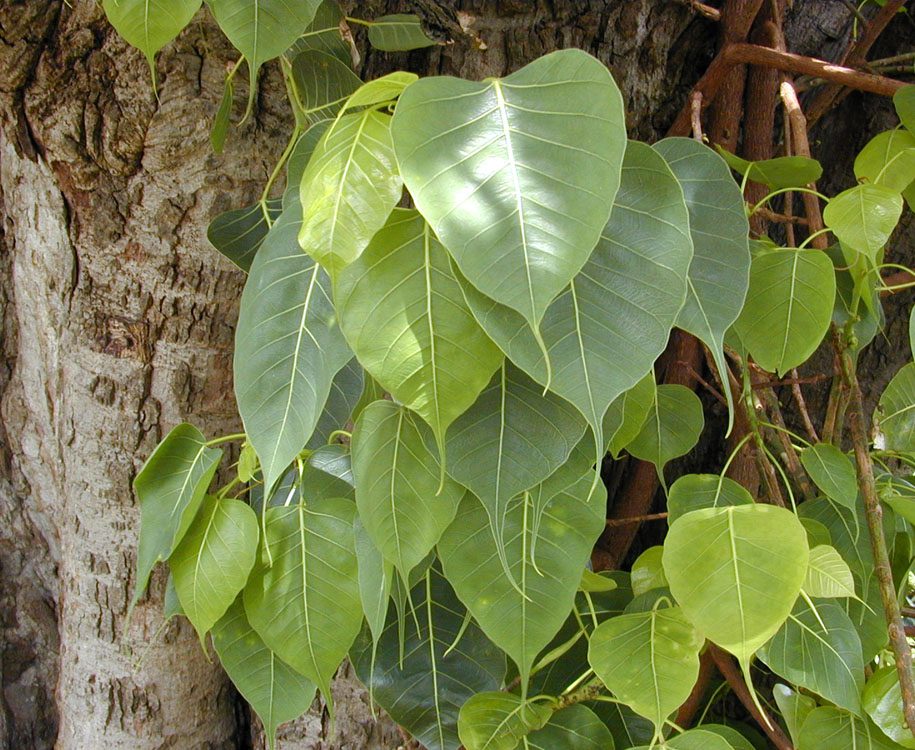
インドボダイジュ

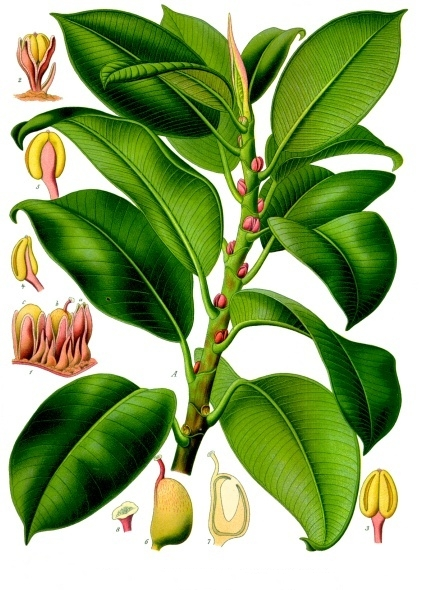
インドゴムノキ

熱帯に広く分布し、日本では南ほど種類が多い。以下に代表的なものを記す。

### 日本産
つる植物
- オオイタビ（フィカス・プミラ） F. pumila L.
- イタビカズラ F. sarmentosa Roxb. var. nipponica Corner
- ヒメイタビ F. stipulata Thunb.

低木
- イヌビワ F. erecta Thunb.
  - ケイヌビワ var. beecheyana (Hook. et Arn.) King

高木
- ホソバムクイヌビワ F. ampelas Burm.f.
- アカメイヌビワ F. benguetensis Merr.
- オオバアコウ F. caulocarpa Miq.
- ムクイヌビワ F. irisana Elm.
- ガジュマル F. microcarpa L.f.
- オオバイヌビワ F. septica Burm.f.
- アコウ F. superba Miq. var. japonica Miq.
- ギランイヌビワ（コニシイヌビワ） F. variegata Reinw. var. garicae Corner
- ハマイヌビワ F. virgata Reinw.

### 日本国外産
- フィカス・アルティシマ F. altissima - 学名のカタカナ表記は揺れが多い
- フィカス・アスペラ F. aspera G. Forst. - 低木、葉は長さ20 cmほどの卵形で、明緑色地に黄白色の斑が入る[1]。
- カンテンイタビ F. awakeotsang Makino
- ベンガルボダイジュ F. benghalensis L.
  - クリシャナボダイジュ cv. Krishnae - ベンガルボダイジュの園芸品種。
- フィカス・ベンジャミナ（ベンジャミン、ベンジャミンゴムノキ） F. benjamina L.
- イチジク F. carica L.
- コバンボダイジュ F. deltoidea Jack - 低木、葉は広倒卵形で長さ3 - 5 cm。果実は径8 mmほどある[5]。
- インドゴムノキ F. elastica Roxb.
- カシワバゴムノキ F. lyrata Warb.
- インドボダイジュ F. religiosa L.
- コバノゴムビワ F. rubiginosa Desf. - 小高木、葉は長さ10 cmほどの卵形から長楕円形で、葉裏や葉柄に茶褐色のやわらかい毛がある[5]。
- フィカス・サギッタタ F. sagittata Vahl - 葉は長さ5 - 10 cmの長楕円状披針形で全縁。つる性植物で、付着根で他物によじ登る[5]。
- エジプトイチジク F. sycomorus L.
- フィカス・トリアングラリス F. triangularis Warb. - コバンボダイジュによく似ているが、葉が倒三角形で、先が切形である点で区別できる[5]。
- フィカス・ウンベラータ F. umbellata
- フィカス・ビロサ F. villosa Blume - 若い枝や葉に毛が密生し、葉は10 cmほで卵形。付着根でよじ登るつる性植物[6]。

## 栽培
一般に耐陰性があるものが多く、明るい半日陰の場所、または日当たりのよいところを好む性質があり、観葉植物で利用される種は、日本でも5 - 10月に戸外での管理が可能で、直射日光下の方が葉色が美しくなる。ただし、いきなり直射日光に当てると葉焼けをおこすことがあるため、徐々に慣らすことが肝要となる。室内栽培であれば窓辺の明るい場所や、時々日光に当てる方が良いといわれている。斑入りの園芸品種は耐陰性が劣り、強い日差しは避けて、軽く遮光された室内の明るい場所で管理するのが望ましいとされる。
栽培適温は15 - 30℃の範囲とされ、種類によって耐寒性に違いがあるが、冬越しにはおおよそ8℃以上は保った方がよいといわれている。生長期は5 - 9月で、この時期に植え替えや水やり、施肥を行い、冬場は控える。湿度を好むものが多く、高温乾燥期には大気中の湿度を保つために葉水を与えてもよい。冬に近づくにつれて水やり回数を減らしていき、冬越しは乾燥気味に育てる。鉢植えの場合、鉢にまわった古い根は切り取って、半分ほど排水性の良い用土にて入れ替えをして植え替えられる。秋になって室内に取り込むときに、伸びた枝が大きくなりすぎて困る場合もあることから、伸びすぎた枝を夏場のうちに切り戻して手入れされる。
繁殖は挿し木、または取り木によって高温期に行われる。大型の種は取り木で行う方が無難で、枝の細いものやつる性の種では、挿し木の方が向いている。病害虫はアブラムシやカイガラムシ、ハダニがつくときがあり、スス病を併発したり、高温多湿期には葉に褐色の斑点が生じる炭疽病が発生することがある。